# Парадоксално дисање
Парадоксално дисање је неправилно дисање које се односи на унутрашње померање трбушног или грудног зида током инспирације и кретање ка споља током издисаја, што je обрнуто од нормалних покрета дисања. Види се у случајевима парализе дијафрагме, замора мишића и трауме зида грудног коша. Може се видети и код деце са респираторним дистресом било ког узрока, што доводи до повлачења интеркосталних простора током инспирације. Пацијенти са хроничном опструкцијом дисајних путева такође показују увлачење доњих ребара током инспирације, због изобличеног деловања депресивне и спљоштене дијафрагме. Згњечење грудног коша, са преломом ребара и грудне кости, може довести до тешког степена парадоксалног дисања.
Парадоксално дисање се јавља код свих кичмењака који дишу ваздух, јер зависи од истих анатомских фактора као и преостали ваздух и чини се да служи истој сврси.

## Опште информација
Парадоксално дисање није само медицински куриозитет; то је критичан знак који медицински стручњаци траже у процени здравља респираторних органа. Разумевање овог стања је од виталног значаја за пружаоце здравствених услуга и појединце који га могу искусити или доживети.
Парадоксално дисање настаје када су покрети грудног коша током удисаја и издисаја супротни нормалном обрасцу дисања (у коме зид грудног коша се шири док удишете и скупља се док се груди шире док издишу. Ово може бити посебно алармантно, јер изгледа да груди и стомак нису синхронизовани.

## Етиологија
Разумевање узрока парадоксалног дисања је од виталног значаја за одређивање најефикаснијег приступа лечењу. Ово стање обично потиче од проблема који нарушавају нормалну функцију дијафрагме, као што су:
Неуромишићни поремећаји
Стања попут мишићне дистрофије ослабљују мишиће укључене у дисање, укључујући дијафрагму. Ово слабљење може пореметити нормално кретање надоле током удисања, што доводи до парадоксалних покрета грудног коша.
Траума грудног коша или кичме
Најчешћи окидач за тешко парадоксално дисање је значајна повреда, посебно она која укључује трауму грудног коша. Ова врста повреде може довести до стања познатог као грудни кош, где се сегмент грудног коша одваја од остатка зида грудног коша. Ово одвајање значајно нарушава нормалну механику међуребарних мишића и дијафрагме, примарног мишића одговорног за дисање.
Тешке респираторне инфекције
Респираторне инфекције могу довести до упале и загушења плућа, угрожавајући функцију. У тешким случајевима, дијафрагма и други респираторни мишићи можда неће моћи да раде ефикасно, што доводи до преокрета у нормалним обрасцима дисања.
Оштећење нерва
Дијафрагму контролише френични нерв. Оштећење овог нерва може пореметити нормалне покрете дијафрагме, било због повреде, операције или стања попут неуропатије. Овај поремећај може довести до парадоксалног померања дијафрагме, посебно током напора који захтевају дубоко или напорно дисање.
Сваки од ових узрока може утицати на механику дисања на јединствен начин, па стога стратегије лечења и управљања треба да буду прилагођене у складу са тим.

## Клиничка слика
Парадоксално дисање, које карактерише бол у грудима и преокрет у нормалном покрету грудног коша и абдомена током дисања , не само да узнемирује већ и указује на дубље здравствене проблеме. Препознавање његових симптома и узрока је кључно за правовремену и тачну дијагнозу.

### Примарни симптоми парадоксалног дисања
Парадоксално дисање представља неколико карактеристичних симптома који могу варирати по интензитету и манифестацији. Кључни симптоми укључују:
Видљиви абнормални покрети грудног коша
Ово је најзначајнија карактеристика парадоксалног дисања. Супротно нормалној механици дисања, груди се скупљају уместо да се шире током удисања. Овај обрнути покрет може бити посебно уочљив и узнемирујући, како за особу која га доживљава, тако и за посматраче.
Потешкоће са дисањем
Појединци са парадоксалним дисањем често пријављују осећај недостатка ваздуха или кратког даха. Можда се осећају као да не могу да добију довољно ваздуха, што доводи до повећане анксиозности и додатно погоршава потешкоће у дисању. Овај симптом може варирати од благог до озбиљног, у зависности од основног узрока и општег здравља особе.
Брзо, плитко дисање : Тело може да прибегне брзом и плитком дисању као компензационом механизму за одржавање адекватног нивоа кисеоника. Ово може довести до неефикасне размене гасова у плућима и може изазвати осећај умора или вртоглавице због мањег уноса кисеоника.
Нелагодност или бол у грудима
Напрезање на респираторне мишиће, заједно са абнормалним померањем зида грудног коша, може довести до нелагодности или чак оштрог бола у пределу грудног коша. Продужене епизоде парадоксалног дисања могу погоршати ову нелагодност и утицати на способност особе да се бави физичким активностима.

### Други симптоми
Поред примарних показатеља парадоксалног дисања, ово стање могу пратити и други симптоми, посебно у тежим случајевима. Ови симптоми могу значајно да варирају по интензитету и можда нису присутни у свим случајевима парадоксалног дисања. Њихова појава у великој мери зависи од основног узрока стања и општег здравља појединца.  У ове симптоме спадају:
Дисбаланс електролита
Парадоксално дисање може бити повезано са неравнотежом електролита у телу. Ове неравнотеже, посебно калијума и калцијума, могу утицати на функцију мишића, укључујући мишиће укључене у дисање. Симптоми дисбаланса електролита могу укључивати грчеве мишића, слабост или неправилан рад срца.
Парализа дијафрагме
Ово је озбиљнији симптом где дијафрагма не успева да се ефикасно креће, што доводи до значајних потешкоћа са дисањем. Парализована дијафрагма може изазвати кратак дах, посебно када лежите, и може довести до смањене толеранције на вежбање.
Упорни умор
Често је последица слабе оксигенације, што доводи до општег умора и смањеног нивоа енергије.
Потешкоће са спавањем
Потешкоће са дисањем могу довести до поремећаја спавања, укључујући проблеме са успављивњем или трајањем сна.
Знаци респираторне инсуфицијенције
У тешким случајевима могу постојати знаци респираторне инсуфицијенције, као што су цијаноза (плавкаста промена боје коже због недостатка кисеоника), немогућност постизања адекватних нивоа кисеоника или екстремни недостатак ваздуха